# 雅克·福雷斯捷體育場
雅克·福雷斯捷體育場（法語：Stade Jacques-Forestier）是一座位於法國萨瓦省艾克斯莱班的多用途運動場，目前主要用作足球比賽。運動場亦設有400米跑道及能容納約950名觀眾的主看台。
運動場為當地足球會Athlétique Sport Aixois的主場。法國2016年奧運短跑代表隊及奧運田徑金牌得主克里斯托夫·勒邁特雷皆曾在此運動場訓練。